# Аванзи, Франсиску Жезуину
Франсиску Жезуину Аванзи (порт. Francisco Jesuíno Avanzi; 30 января 1949, Пирасикаба — 8 октября 2008, Сан-Паулу), более известен под именем Шикан (порт. Chicão) — бразильский футболист, атакующий полузащитник. Был известен тем, что из-за хронических проблем с желудком и седалищным нервом его часто тошнило на поле.

## Биография
Шикан родился в бедной семье. Уже с молодых лет он пошёл работать, устроившись помощником токаря в механический цех на заводе, чем в то время был не очень удовлетворён. В то же время он играл в футбол вместе с детьми сотрудников завода, составлявших любительскую футбольную команду. Позже его заметили скауты родной команды его города «XV ноября», куда он перешёл и выиграл с клубом несколько юношеских турниров. В 1968 году главный тренер первой команды «XV ноября» Силиньо пригласил талантливого юношу в состав, но там он не смог себя проявить и был отдан в аренду в клуб «Униан Агрикола Барбаренсе», где стал игроком основного состава. Вернувшись в «XV ноября», Шикан вновь не смог завоевать место в основе и перешёл в клуб «Сан-Бенту», а затем в «Понте-Прету», где уже работал Силиньо, вновь выведший Шикана из основного состава команды.
28 августа 1973 года Шикан перешёл в клуб «Сан-Паулу», а через год дошёл в составе команды до финала Кубка Либертадорес, в котором «Сан-Паулу» проиграл аргентинскому «Индепендьенте». Это поражение стало одним из самых сильных разочарований для Шикана в жизни. Через год Шикан выиграл свой первый титул — чемпиона штата Сан-Паулу — и в следующем году был вызван в состав сборной Бразилии. За национальную команду Шикан дебютировал 25 февраля 1976 года в матче Кубка Атлантики с Уругваем, а затем провёл подряд четыре встречи в основе команды, получив травму 19 мая на 23-й минуте игры с Аргентиной. Тем не менее уже 13 июня Шикан вернулся в строй, выйдя на поле в составе «Сан-Паулу» в гостевом матче с «Америкой» из Сан-Жозе-ду-Риу-Прету. В том же году Шикан попал в неприятный эпизод, когда получил жёлтую карточку ещё до начала игры, сказав арбитру встречи Жозе де Ассису де Арагану, что он дерьмо.
В 1977 году Шикан помог «Сан-Паулу» выиграть первый в её истории титул чемпиона Бразилии. В решающем матче «Сан-Паулу» победил «Атлетико Минейро», а сам Шикан был признан лучшим игроком этого матча, но был обвинён в том, что травмировал игрока «Атлетико» Анжело, наступив ему на ногу. Через год Шикан отправился в составе сборной на чемпионат мира, в котором провёл три матча, из них только один матч полностью. Это была игра был с принципиальным соперником, Аргентиной, в ней Шикан действовал против полузащитника аргентинцев Освальдо Ардилеса, не дав тому показать свои лучшие качества и начинать атаки команды, за что получил в аргентинской прессе прозвище «Матадор». В том же матче Шикан получил жёлтую карточку за фол против Марио Кемпеса.
В конце 1979 года Шикан ушёл из «Сан-Паулу» и в начале следующего года перешёл в «Атлетико Минейро». Болельщики «Атлетико» первоначально чрезвычайно агрессивно относились к Шикану, помня эпизод, произошедший в 1976 году, но игра хавбека и взаимодействие с Анжело, тогда пострадавшего, изменили отношение фанатов. С «Атлетико» Шикан выиграл свой последний титул — чемпиона штата Минас-Жерайс. В 1981 году Шикан вместе с Пальиньей был куплен «Сантосом», заплатившим за обоих футболистов 26,5 млн крузейро. Покупка двух ветеранов привела к критике руководства «Сантоса» по стороны прессы. Затем Шикан играл за «Коринтианс Пруденти», «Лондрину», «Ботафого» (Рибейран-Прету), «Гояс», «Можи-Мирин» и «Леменсе». Завершил карьеру в возрасте 37 лет, после очередной травмы мениска и последовавшей за ней операции, четвёртой в карьере Шикана.
Завершив карьеру игрока, Шикан несколько раз пытался вернуться в футбол, тренируя клубы «XV ноября» и «Индепенденте» из Лимейры, но неудачно. Затем он шесть лет держал магазин спортивных товаров. В 2001 году Шикан начал тренировать новообразованный клуб «Атлетико Монтенегро», который под его руководством вышел в серию В2 чемпионата штата Сан-Паулу. 8 октября 2008 года Шикан умер от рака пищевода. Президент «Сан-Паулу» Жувенал Жувенсио объявил траур в клубе и организовал матч памяти футболиста между сборной Сан-Паулу и клубом «Наутико Ресифи», в которой игроки сборной Сан-Паулу вышли с чёрными полосами на руках. 9 декабря был открыт 3-й магазин клуба «Сан-Паулу», открытие было посвящено памяти Шикана.

## Достижения
- Чемпион штата Сан-Паулу: 1975
- Обладатель Кубка Атлантики: 1976
- Обладатель Кубка Освалдо Круза: 1976
- Обладатель Кубка Рока: 1976
- Чемпион Бразилии: 1977
- Чемпион штата Минас-Жерайс: 1980